# Sauropus bishnupadae
Sauropus bishnupadae är en emblikaväxtart som beskrevs av Tapas Chakrabarty och Mohan Gangopadhyay. Sauropus bishnupadae ingår i släktet Sauropus och familjen emblikaväxter. Inga underarter finns listade i Catalogue of Life.